# 林理明
林理明（1920年—2010年），山东省威海市人。中华人民共和国编辑。

## 生平
1937年10月参加革命工作；1938年7月，进入陕北公学分校学习；同年9月，加入中国共产党。1955年6月至1960年4月，任陕西人民出版社社长；1960年5月至1966年8月，在陕西省文化局任副局长兼陕西人民出版社社长；1972年1月至1978年6月，在陕西省出版局党的核心小组工作，兼编辑组组长；1978年7月至1985年12月，任陕西省出版局副局长、兼任陕西人民出版社党委书记。2010年去世。